# Elbereth Taldea
Elbereth es un grupo español de heavy metal formado en Legazpia, País Vasco.

## Historia
Elbereth se formó allá por el año 2002 en Legazpia, cuando cinco jóvenes de la localidad se reunieron para ensayar juntos. La primera formación la compusieron Iker Manso (Voz y Guitarra), Xabier Urkia (Guitarra), Rubén Sánchez (Guitarra), Aritz Legorburu (Bajo), Eneko Maíz (Batería). Poco después de grabar su primer disco, Eneko tuvo que dejar el grupo debido a asuntos familiares, y en sustitución suya entró Xabier Etxeberria (Batería). Una vez grabado el segundo disco, también por asuntos familiares, Xabier Urkia decidió dejar el grupo, dejándole así su sitio a Iker Otegi (Guitarra).
Solían juntarse para ensayar en un cuarto que tenían en el CSO de Legazpi. Consiguieron hacer una maqueta con canciones propias, que con la cual se presentaron a un concurso de maquetas, que terminaron ganando. Más adelante, se construyeron unos locales de ensayo en la localidad y el grupo consiguió uno de ellos.
En el año 2007 fue cuando grabaron su primer álbum, titulado "Gaueko Ilargia". Este disco está compuesto con 10 canciones. Contaron con la colaboración de músicos locales como Yerco (Guitarra) y Abel (Voz). Yerco participó en una canción instrumental "Arimaren Islada" y Abel canto en la canción "Mendeku Garaia". 
En el año 2009 grabaron su segundo álbum, titulado "Arimak Pizturik Dirau". Este disco está compuesto por 11 canciones. En este caso contaron con la colaboración del cantante del grupo Koma Brigi, el cual canto en la canción "Itzalak Lehioetan" y también con la de Abel que canto en la canción "Sinismen Galdua". 
En el año 2012 grabaron su tercer álbum, titulado "Itzalitako Izarren Lurraldea". Este disco está compuesto por 10 canciones.
Desde la grabación de su primer álbum, Elbereth se fue haciendo conocido por todo Euskadi, partiendo desde su localidad, Legazpi, en la cual empezaron a dar sus primeros conciertos, bien en fiestas y en su gaztetxe a la hora de presentar sus álbumes. El grupo gusto mucho en la localidad y a medida que paso el tiempo fue cogiendo cada vez más fuerza. Poco a poco, comenzaron a dar conciertos en diferentes localidades, llegando por ejemplo al Doka de San Sebastián, en el cual han actuado numerosas veces. Su éxito fue tal que incluso llegaron a tocar en Barcelona.

## Miembros

### Formación actual
- Iker Manso: Voz y guitarra.
- Julen Albizu: Guitarra.
- Ruben Sánchez: Guitarra.
- Aritz Legorburu: Bajo.
- Xabier Etxeberria: Batería.

### Miembros anteriores
- Eneko Maíz: Batería
- Xabier Urkia: Guitarra
- Iker Otegi: Guitarra
- Xabier Castaño: Guitarra

## Discografía

### Álbumes
- Gaueko Ilargia 2007 .
- Arimak Pizturik Dirau 2009.
- Itzalitako Izarren Lurraldea 2012.
- Karma 2017.